# Titouan Hervo
Titouan Hervo, plus connu sous le mononyme de Titouan, est un chanteur français né le 28 septembre 2010 à Quimper.
En 2022, il participe à la huitième saison du télé-crochet The Voice Kids. En 2024, il représente la France à l'Eurovision Junior 2024 avec sa chanson Comme ci comme ça, décrochant la quatrième place. 

## Carrière
Titouan Hervo commence sa carrière en chantant accompagné de son père, Tristran  Hervo, qui est guitariste. Ensemble, ils remportent des concours locaux comme le concours de chants multilingues de Quimper.

### The Voice Kids
Il se fait connaître du grand public en 2022 lorsqu'il participe à la huitième saison du télé-crochet The Voice Kids diffusé sur TF1. Lors des auditions à l'aveugle, il interprète la chanson Creep du groupe Radiohead et fait se retourner les quatre coachs,. Il choisit d'intégrer l'équipe de Julien Doré,. Lors des battles, il est opposé à Manon et Gabriel et ils interprètent Il est où le bonheur ? de Christophe Maé,. Julien Doré choisit Gabriel et l'aventure de Titouan s'arrête aux battles,.

### Dream Team et première chanson
En janvier 2024, il participe à l'émission Dream Team, une compétition de chant dans laquelle différentes équipes de cinq jeunes chanteurs formés et coachés par des professionnels de la musique s'affrontent en chanson et diffusée sur TF1, qu'il remporte au sein de l'équipe de M. Pokora,,. Il sort en parallèle son premier titre, qu'il a entièrement composé, intitulé Ta voix et est très présent sur les réseaux sociaux où il poste des covers et reprises de musiques au chant et au piano ainsi que des créations,.

### Eurovision Junior 2024
Le 18 septembre 2024, la cheffe de la délégation française et directrice des divertissements et des jeux à France Télévisions Alexandra Redde-Amiel annonce que Titouan a été choisi pour représenter la France au Concours Eurovision de la chanson junior 2024 à  Madrid avec son titre Comme ci, comme ça , information confirmée ensuite par Titouan,. Sa chanson, composée par Malo' et Marie Bastide est décrite par France Télévisions comme « un hymne qui rassemble dans la tolérance et l'amour »,. Le 10 octobre 2024, l'UER révèle l'ordre de passage des différents pays participants et annonce que Titouan se produira en 6e position entre Chypre et la Macédoine du Nord. Le 16 novembre 2024, il se classe 3e des votes des jurys internationaux avec 103 points puis se classe 4e des votes des téléspectateurs avec 74 points. Il termine 4e du concours avec 177 points derrière le Portugal, l'Ukraine et la Géorgie, gagnante de cette édition 2024,,.

## Discographie

### Singles
- 2024 : Ta voix
- 2024 : Comme ci comme ça

## Émissions télévisées
- 2022 : The Voice kids 2022 - Battles
- 2024 : Dream Team : la relève des stars - Gagnant (équipe M. Pokora)
- 2024 : Eurovision de la chanson junior 2024 - arrivé 4e sur 17